# Acrodontis nikkonis
Acrodontis nikkonis är en fjärilsart som beskrevs av Eugen Wehrli 1931. Acrodontis nikkonis ingår i släktet Acrodontis och familjen mätare. Inga underarter finns listade i Catalogue of Life.